# Никольский сельсовет (Краснокамский район)
Никольский сельсовет — муниципальное образование в Краснокамском районе Башкортостана.
Административный центр — село Никольское.

## История
Согласно Закону о границах, статусе и административных центрах муниципальных образований в Республике Башкортостан имеет статус сельского поселения.

## Население
| 2002  | 2009  | 2010  | 2012  | 2013  | 2014  | 2015  |
| ----- | ----- | ----- | ----- | ----- | ----- | ----- |
| 763   | ↗1127 | ↘912  | ↗1020 | ↗1122 | ↘1119 | ↗1125 |
| 2016  | 2017  | 2018  |       |       |       |       |
| ↗1167 | ↘1166 | ↘1149 |       |       |       |       |

## Состав сельского поселения
| № | Населённый пункт | Тип населённого пункта       | Население |
| - | ---------------- | ---------------------------- | --------- |
| 1 | Никольское       | село, административный центр | ↘496      |
| 2 | Кувакино         | деревня                      | ↘202      |
| 3 | Апасево          | деревня                      | ↘111      |
| 4 | Ведресево        | деревня                      | ↘97       |
| 5 | Биктимирово      | деревня                      | ↘6        |